# Макгоуэн, Дилан
Ди́лан Джон Макго́уэн (англ. Dylan John McGowan; 6 августа 1991, Аделаида, Австралия) — австралийский футболист шотландского происхождения, защитник клуба «Килмарнок» и сборной Австралии, выступающий в аренде за клуб «Гамильтон Академикал». 
Макгоуэн родился в Аделаиде в шотландской семье выходцев из Глазго. Старший брат Дилана — Райан, также футболист.

## Клубная карьера
Макгоуэн начал карьеру в команде «Пара-Хилс Найтс» Южно-австралийского спортивного университета. В 2008 году он переехал в Шотландию, где на протяжении двух лет выступал за молодёжную команду клуба «Харт оф Мидлотиан». В 2010 году для получения игровой практики Дилан на правах аренды перешёл в «Ист Файф». 10 декабря в матче против «Стенхаусмюира» он дебютировал в Первой шотландской лиге. 19 апреля 2011 года в поединке против «Брихин Сити» Макгоуэн забил свой первый гол за «Ист Файф».
Летом того же года Дилан вновь был отдан в аренду. Его новым клубом стал «Голд-Кост Юнайтед». 9 октября в матче против «Веллингтон Феникс» он дебютировал в Эй-лиге.
Летом 2012 года после окончания аренды Макгоуэн вернулся в «Хартс», воссоединившись со своим братом. 22 сентября в матче против «Данди Юнайтед» он дебютировал в шотландской Премьер-лиге.
Летом 2014 года Дилан вернулся на родину, подписав двухлетний контракт с «Аделаида Юнайтед». 12 октября в матче против «Брисбен Роар» он дебютировал за новый клуб. В матче против «Мельбурн Виктори» Макгоуэн забил свой первый гол за «Аделаиду Юнайтед». В своём дебютном сезоне он завоевал Кубок Футбольной федерации Австралии, а в 2016 году помог клубу впервые стать чемпионом Австралии. 11 апреля 2017 года в матче азиатской лиги чемпионов против южнокорейского «Чеджу Юнайтед» Дилан забил гол.
Летом того же года Макгоуэн подписал двухлетний контракт с португальским «Пасуш де Феррейра». За «Пасенсеш» он дебютировал 8 октября в матче Кубка португальской лиги против «Риу Аве», выйдя на замену в концовке на пять минут. В январе 2018 года Макгоуэн отправился в клуб южнокорейской Кей-лиги «Канвон» в однолетнюю аренду с опцией продления ещё на два года.
В январе 2019 года Макгоуэн подписал 2,5-летний контракт с новичком датской Суперлиги «Веннсюссель».
22 августа 2019 года Макгоуэн вернулся в Австралию, подписав трёхлетний контракт с «Уэстерн Сидней Уондерерс».

## Международная карьера
В 2010 году в составе юношеской сборной Австралии Макгоуэн выиграл юношеский Кубок Азии. 13 июня 2017 года в товарищеском матче против сборной Бразилии Дилан дебютировал за сборную Австралии, заменив во втором тайме Бейли Райта.
В 2017 году Макгоуэн принял участие в Кубке конфедераций в России. На турнире он был запасным и на поле не вышел.

## Достижения
Командные
 «Аделаида Юнайтед»
- Чемпион Австралии — 2015/2016
- Обладатель Кубка Футбольной федерации Австралии — 2014

Международные
 Австралия (до 19)
- Юношеский кубок Азии — 2010